# Сен-Филипп-дю-Руль (станция метро)
Сен-Филипп-дю-Руль (фр. Saint-Philippe du Roule) — станция линии 9 Парижского метрополитена, расположенная в VIII округе Парижа. Своё название получила по одноимённому проезду (фр. Passage Saint-Philippe-du-Roule) и церкви, расположенной на фобур Сент-Оноре.

## История
- Станция открыта 27 мая 1923 года в составе пускового участка Трокадеро — Сент-Огюстен.
- Пассажиропоток по станции по входу в 2011 году, по данным RATP, составил 2 813 350 человек[2]. В 2012 году этот показатель вырос до 2 856 240 человек[3], а в 2013 году на станцию вошли 2 833 206 пассажиров (191 место по уровню входного пассажиропотока в Парижском метро).[4]

## Конструкция и оформление
Односводчатая станция мелкого заложения, решённая по типовому парижскому проекту 1900-1952 годов — с двумя боковыми платформами. Стены и свод выложены керамической плиткой белого цвета. Над каждой из платформ закреплены по ряду люминесцентных светильников прямоугольного типа, охрового цвета.

## Галерея

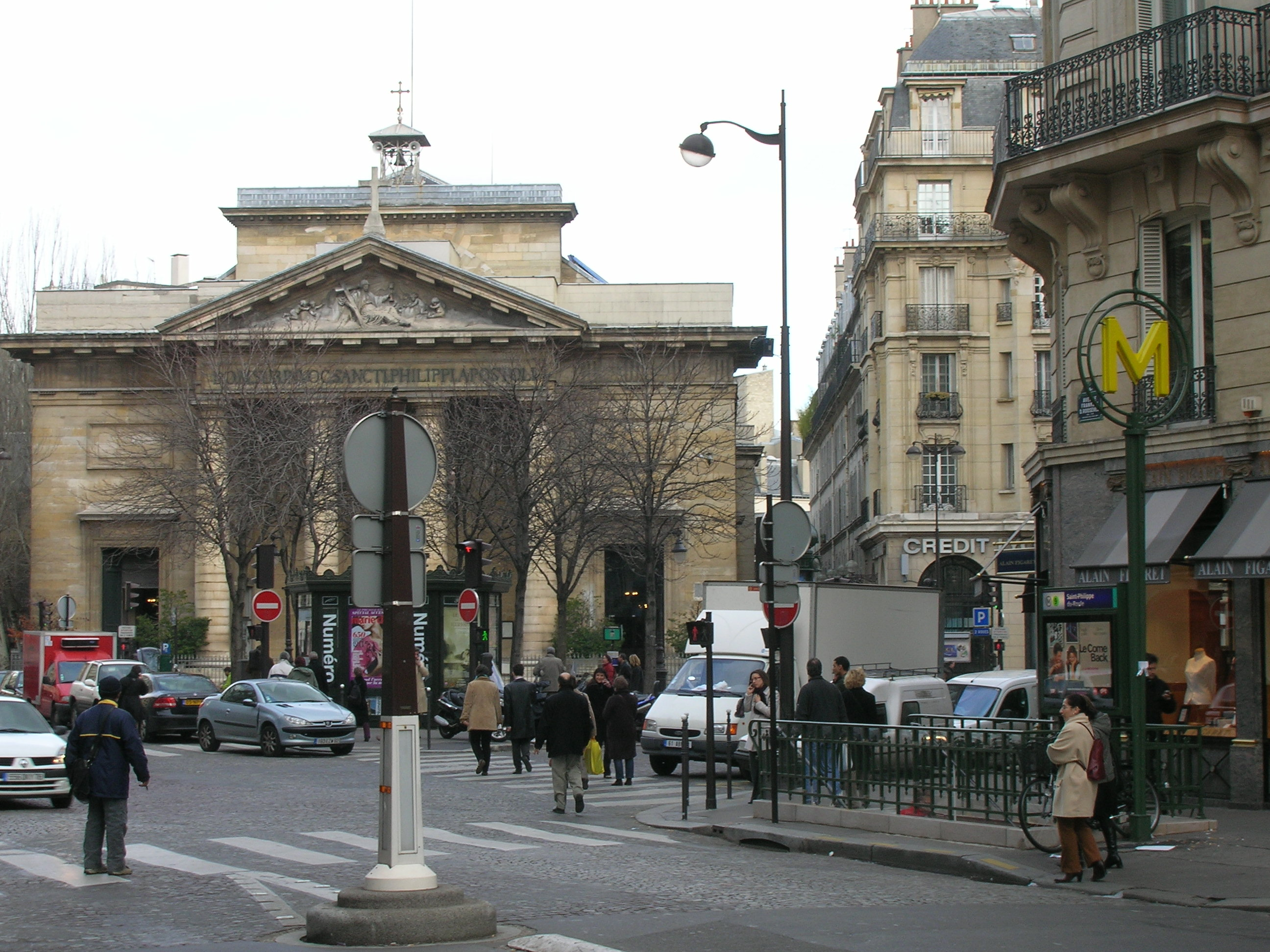
Лестничный сход